# Wagga Wagga (Hörfunksendung)

Waggaman Philipp Kolanghis nach dem Aufstellen des Weltrekords im Dauermoderieren

Wagga Wagga – Die Mehr Musik Morning Show (eigene Schreibweise: WaggaWaggaMehrMusikMorningShow) war die Morningshow des Hamburger Radiosenders Energy 97.1 (heute Energy Hamburg) in den Jahren 2000 bis 2005.
Moderator der Sendung war Waggaman Philipp Kolanghis (heute Bremen Eins) mit seinem Stuntboy Björn The Beast und Weather Girl Crazy Katy.
Die Sendung wurde durch mehrere spektakuläre Aktionen bekannt. So wurde bei einem  vorgezogener Aprilscherz am 31. März 2000 behauptet, die russische Raumstation Mir drohe auf Hamburg zu stürzen. Bei der Polizei gingen zahlreiche Notrufe ein. Der Sender beendete die Aktion schon nach wenigen Stunden und entschuldigte sich bei seinen Hörern.
In der Nacht vor einem Heimspiel des FC St. Pauli gegen den FC Bayern München im Februar 2002 zettelte der Sender eine nächtliche Party vor dem Hotel der Bayernmannschaft an, um so die Spieler um den Schlaf zu bringen. Daraufhin verlor Bayern München, sie hatten kurz zuvor den Weltpokal gewonnen, gegen den Tabellenletzten St. Pauli 1-2. Das T-Shirt „Weltpokalsiegerbesieger“ erinnert an dieses Spiel.
Waggaman Philipp Kolanghis stellte im November 2004 einen Weltrekord im Dauermoderieren auf, der mittlerweile eingestellt wurde.